# Geophilus virginiensis
Geophilus virginiensis är en mångfotingart som beskrevs av Charles Harvey Bollman 1889. Geophilus virginiensis ingår i släktet Geophilus och familjen storjordkrypare. Inga underarter finns listade i Catalogue of Life.